# Asirologija
Asirologija je nauka koja sadrži arheološko, istorijsko i lingvističko proučavanje Drevne Mesopotamije i drugih kultura Drevnog Bliskog Istoka koje su koristile klinopis.
Usprkos imena, asirologija se ne bavi samo asirskom, nego i vavilonskom i sumerskom civilizacijom. Veliki broj glinenih pločica ispisanih klinopisom predstavljaju relativno bogat izvor podataka o najranijem periodu ljudske civilizacije, a arheološke iskopine daju važne podatke o začecima urbanizacije.
Asirologija se, s druge strane, smatra jednom od najzahtevnijih akademskih disciplina među humanističkim naukama. Za nju je nužno poznavanje nekoliko semitskih jezika od kojih je najvažniji akadski, kao i biblijski hebrejski (radi upore]ivanja glinenih pločica s podacima iz Biblije). Asirolozi takođe moraju dobro savladati nekoliko stotina znakova klinopisa, a usprkos niza lingvističkih studija, još uvek postoje poteškoće u tumačenju drevnih tekstova. Asirolozi takođe moraju dobro vladati s engleskim, francuskim i nemačkim jezikom kako bi mogli koristiti stručnu literaturu.